# Urriés
Urriés é um município da Espanha na província de Saragoça, comunidade autónoma de Aragão. Tem 37,3 km² de área e em 2021 tinha 49 habitantes (densidade: 1,3 hab./km²).

## Demografia
| Variação demográfica do município entre 1991 e 2004 | Variação demográfica do município entre 1991 e 2004 | Variação demográfica do município entre 1991 e 2004 | Variação demográfica do município entre 1991 e 2004 |
| --------------------------------------------------- | --------------------------------------------------- | --------------------------------------------------- | --------------------------------------------------- |
| 1991                                                | 1996                                                | 2001                                                | 2004                                                |
| 78                                                  | 88                                                  | 75                                                  | 59                                                  |

## Rua mais estreita do mundo
Urriés tem uma viela que, com 41 centímetros de largura no seu ponto mais estreito. Trata-se de uma rua medieval, que começa na praça principal e segue junto à igreja de San Esteban.
O Callejón de Urriés, como é conhecida esta viela de 25 metros, esteve fechado durante boa parte da primeira metade do século XX, supostamente por questões de higiene. Entretanto, desde 1955, foi reaberta ao público, mas só pode passar uma pessoa de cada vez.